# Justicia ardens
Justicia ardens är en akantusväxtart som beskrevs av T.F.Daniel. Justicia ardens ingår i släktet Justicia och familjen akantusväxter. Inga underarter finns listade i Catalogue of Life.